# Яблонна (Лещинський повіт)
Яблонна (пол. Jabłonna, нім. Gabel) — село в Польщі, у гміні Ридзина Лещинського повіту Великопольського воєводства.
Населення — 406 осіб (2011).
У 1975-1998 роках село належало до Лешненського воєводства.

## Демографія
Демографічна структура станом на 31 березня 2011 року:
|          | Загалом | Допрацездатний вік | Працездатний вік | Постпрацездатний вік |
| -------- | ------- | ------------------ | ---------------- | -------------------- |
| Чоловіки | 204     | 58                 | 140              | 6                    |
| Жінки    | 202     | 55                 | 114              | 33                   |
| Разом    | 406     | 113                | 254              | 39                   |